# Преображенская площадь (Серов)
Преображенская площадь — центральная площадь города Серова.

## Расположение
Расположена в квадрате улиц Ленина — Заславского — Луначарского — Зеленая.

## Ансамбль площади
В восточной части Преображенской площади расположено главное религиозное сооружения города — Храм во имя Преображения Господня. В центре площади расположен фонтан. По внутреннему периметру Преображенской площади расположены скамейки и клумбы. Рядом с площадью расположена одноименная остановка автобусов.